# District d'Aix
Le district d'Aix est une ancienne division territoriale française du département des Bouches-du-Rhône de 1790 à 1795.
Il était composé des cantons d'Aix, Auriol, Berre, Éguilles, Gardanne, Lambesc, Marignane, Peirolles, Rognes, Roque Vaire, Trest et Veauvenargues.

## Galerie

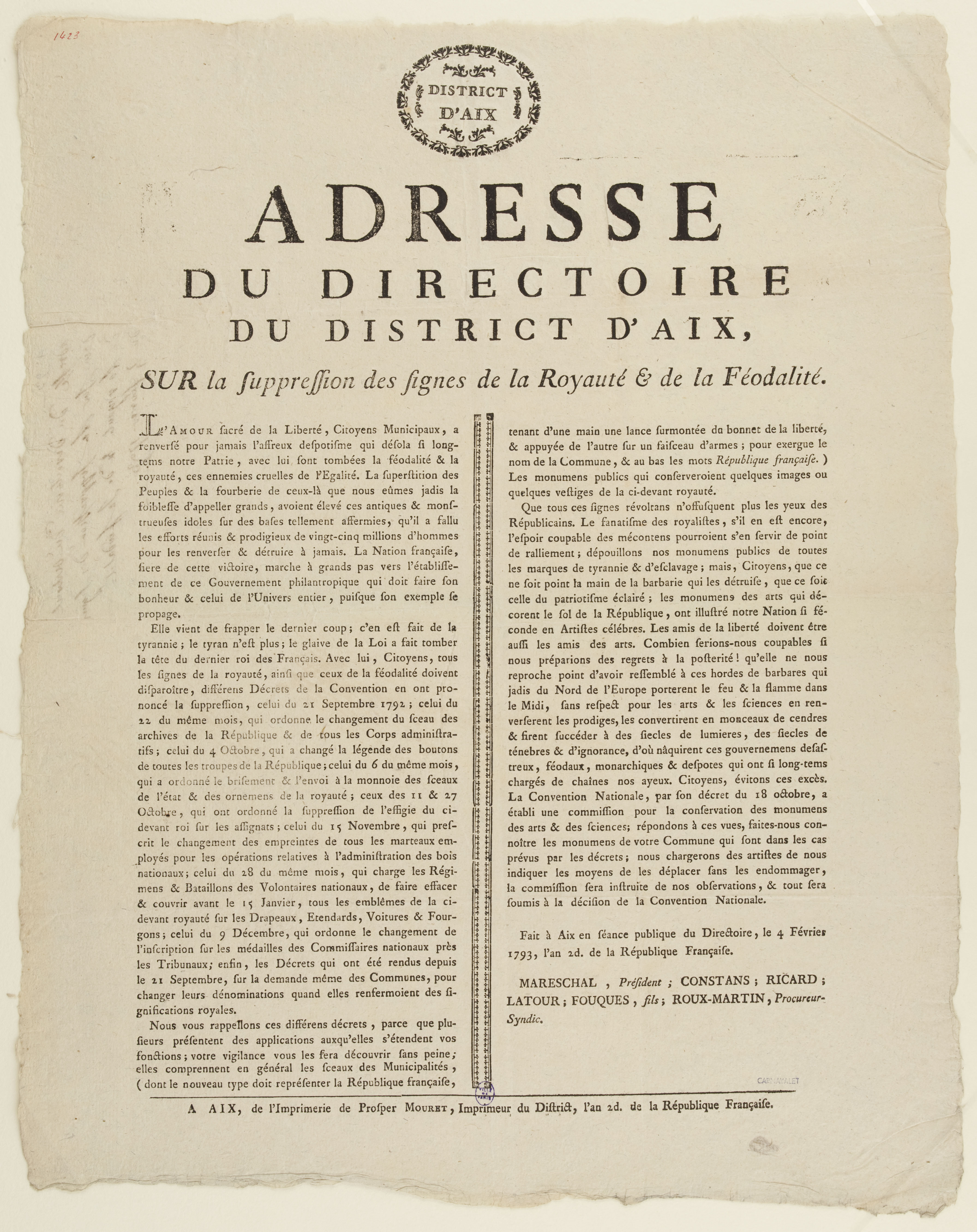